# Norton-on-Derwent
Norton-on-Derwent est une ville et une paroisse civile du Yorkshire du Nord, en Angleterre.